# Verenigde Burgerpartij
De Verenigde Burgerpartij (Wit-Russisch: Аб'яднаная грамадзянская партыя, Abjadnanaja hramadzianskaja partyja, Russisch: Объединённая гражданская партия, OGP) is een Wit-Russische (of Belarussische) oppositiepartij van liberale signatuur. De partij is sinds de verkiezingen van 2019 niet meer in de Nationale Vergadering vertegenwoordigd.

## Geschiedenis
De OGP ontstond in 1995 na de fusie van twee liberale partijen. De partij werd tot 2000 geleid door de zakenman Stanislau Bachdankievitsj. Vanaf haar oprichting is de OGP voorstander van de introductie van een vrije markteconomie, democratisering en het behoud van de nationale soevereiniteit. De OGP staat op gespannen voet met het regime van president Aleksandr Loekasjenko.
Bij de parlementsverkiezingen van 1995 boekte de partij haar beste resultaat toen het zes zetels wist te veroveren in het parlement. In 2000 besloot de OGP de verkiezingen van dat jaar te boycotten. In 2004 en parlementsverkiezingen van 2008 wist de partij geen zetels te winnen het parlement; in 2012 boycotte de partij de verkiezingen. Bij de parlementsverkiezingen van 2016 deed de OGP voor het eerst in vijftien jaar haar intrede in het Huis van Afgevaardigden met een afgevaardigde.
Bij de parlementsverkiezingen van 2019 verloor de OGP haar ene zetel in het parlement.
Aan het begin van de Russische invasie van Oekraïne in 2022 sprak de partij zich uit tegen de Russische agressie.
De OGP is aangesloten bij de Verenigde Democratische Krachten, de bundeling van Wit-Russische oppositiepartijen.

## Ideologie
De partij is liberaal-democratisch, wordt gerekend tot het liberaal conservatisme, is voorstander van een vrije markteconomie, hervorming van het rechtstelsel, groene politieke en aansluiting (op de lange termijn) van Wit-Rusland bij de Europese Unie. De OGP is tegenstander van een unie van Wit-Rusland met Rusland.

## Partijleiders
- Stanislau Bachdankievitsj (1995-2000)
- Anatoli Lebedko (2000-2016)
- Mikalaj Kazlou (2006-heden)